# Gouvernante des Enfants de France
Pour les articles homonymes, voir Gouvernante (homonymie).
En France, entre les XVIe et XIXe siècles, les souverains confièrent la direction de l'éducation de leurs enfants légitimes à des gouvernantes des Enfants de France. 

## Gouvernantes des enfants royaux

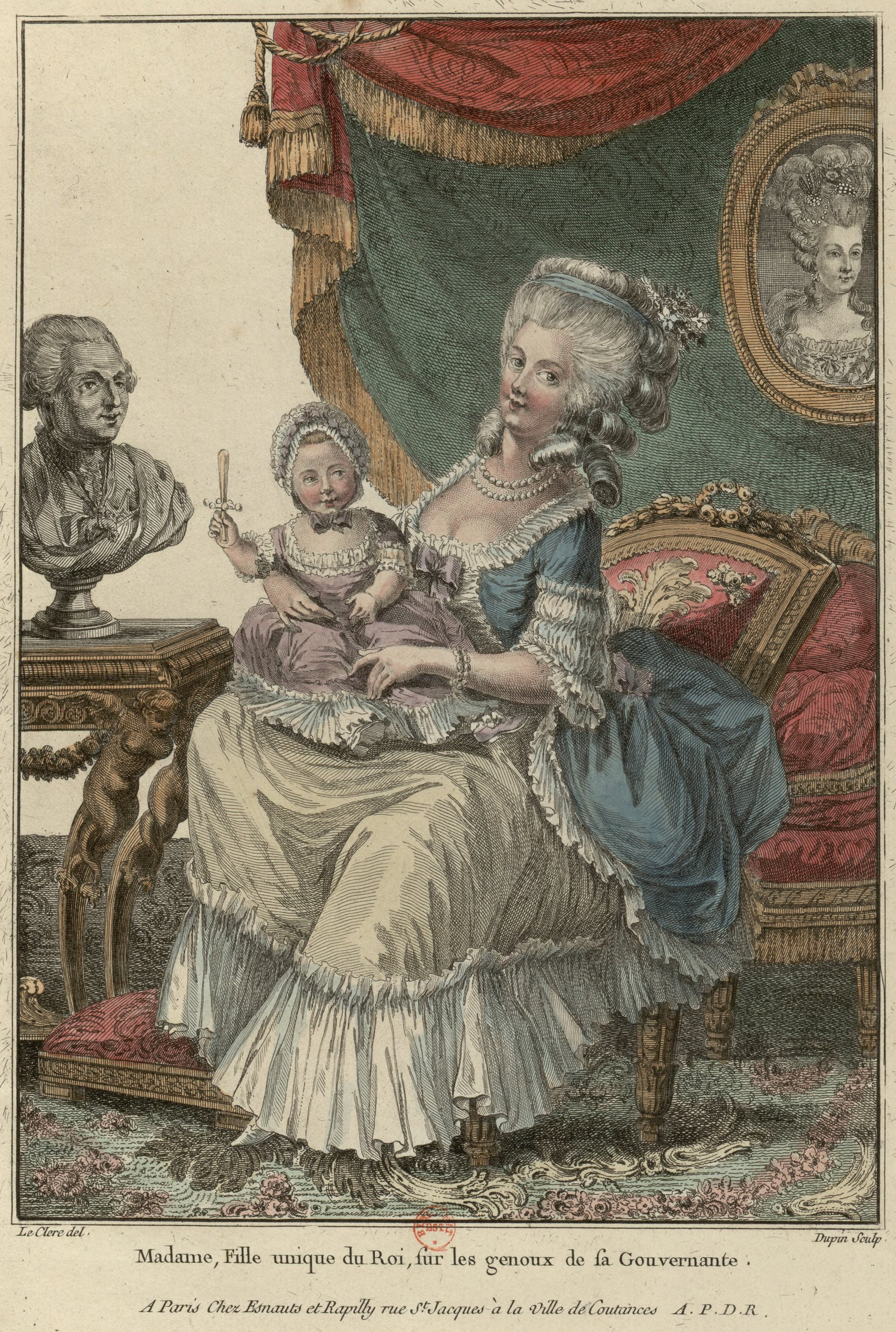
Gravure de Victoire de Rohan avec Madame Royale.

En France, la gouvernante des enfants royaux, recrutée dans la haute noblesse, était chargée de l'éducation des enfants du couple royal, dont le Dauphin. Elle était aidée par des sous-gouvernantes, des maîtres et une équipe de femmes de chambre et de nourrices. Si les filles restent attachées à leur gouvernante jusqu'à leur mariage, l'usage voulait que les princes élevés par des gouvernantes « passent aux hommes » à l'âge de sept ans (l'âge de raison à l'époque) pour être alors confiés aux soins d’un gouverneur assisté d’un ou plusieurs sous-gouverneur. Le temps d'éducation entre les mains de la gouvernante est donc équivalent à celui entre les mains des gouverneurs de prince, comme l'a montré l'historienne Pascale Mormiche. 

### Enfants deLouis XII
- 1510-1515 : Michelle de Saubonne, attachée à Renée de France

### Enfants deFrançois Ier
- 1518-? : Charlotte Gouffier de Boisy[2]
- Guillemette de Sarrebruck

### Enfants deHenri II
- 1546-1557 : Françoise de Contay
- 1548-1551 : Jane Stuart, affectée à Marie Stuart
- 1551-1557 :  Françoise de Paroy, affectée à Marie Stuart
- 1551-1559 : Marie-Catherine Pierrevive
- Louise de Clermont
- Claude Catherine de Clermont
- Charlotte de Vienne

### Enfants deCharles IX
- 1572-1578 : Isabelle Chabot

### Enfants deHenri IV
- 1600-1615 : Françoise de Longuejoue

### Enfants deLouis XIII
- 1638-1643 : Françoise de Courtenvaux de Souvré
- 1643-1646 : Marie-Catherine de La Rochefoucauld

### Enfants deLouis XIV

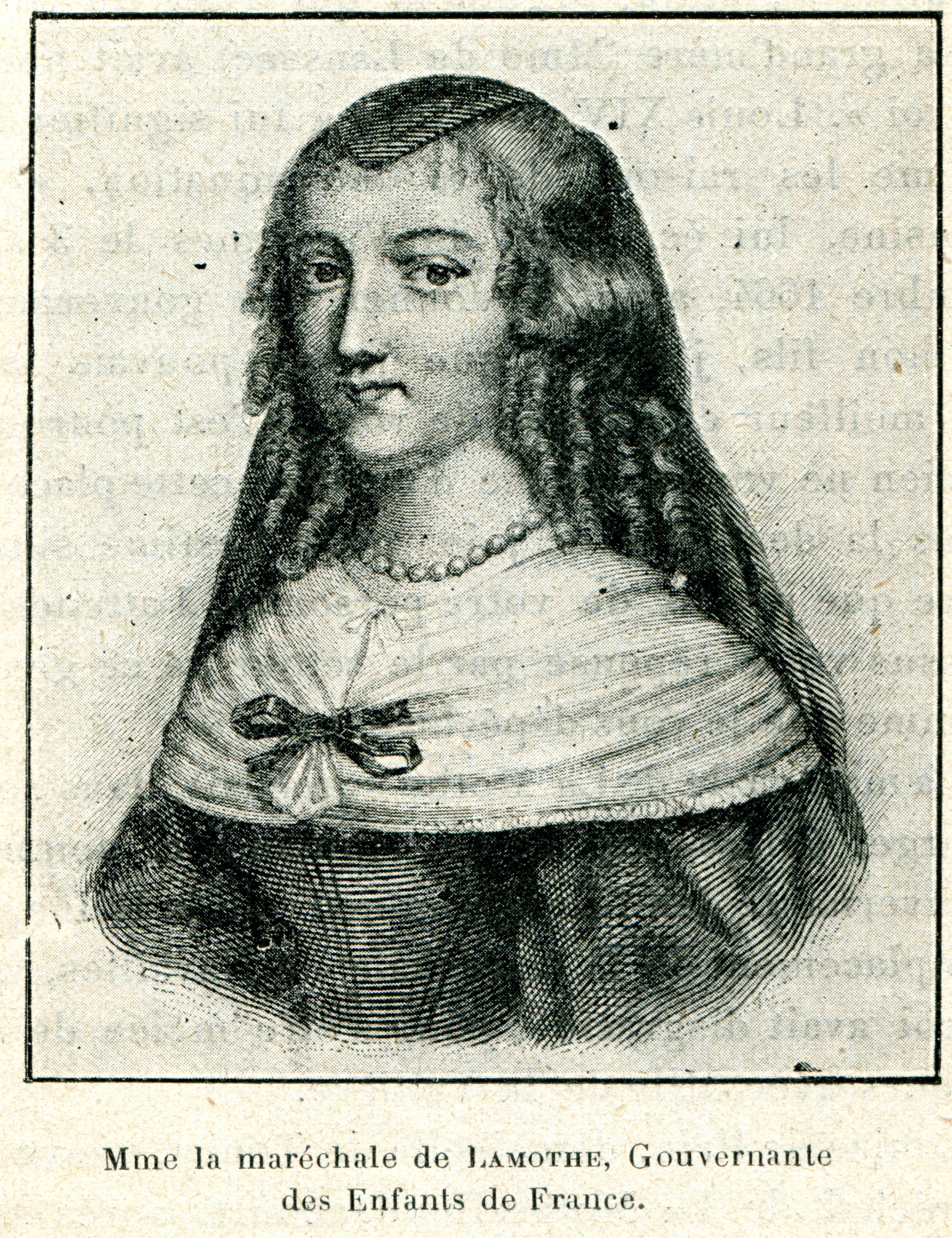
Mme la maréchale de Lamothe (Louise de Prie).

- Ursule de Gontery, gouvernante des filles de la Reine.
- 1661-1664 : Julie d'Angennes, gouvernante du Grand Dauphin, puis gouvernante des filles d'honneur de la Reine.
- 1661-1672 : Louise de Prie, gouvernante du Grand Dauphin.

- 1669-? : Françoise d'Aubigné, gouvernante des enfants légitimés du roi.

Parmi les sous gouvernantes, citons :
- Mademoiselle de Mézières ;
- Mademoiselle de La Chassagne ;
- Marie-Jeanne d'Aumale.

### Enfants deLouis de France (1661-1711)
- 1682-1692 : Louise de Prie

### Enfants deLouis de France (1682-1712)

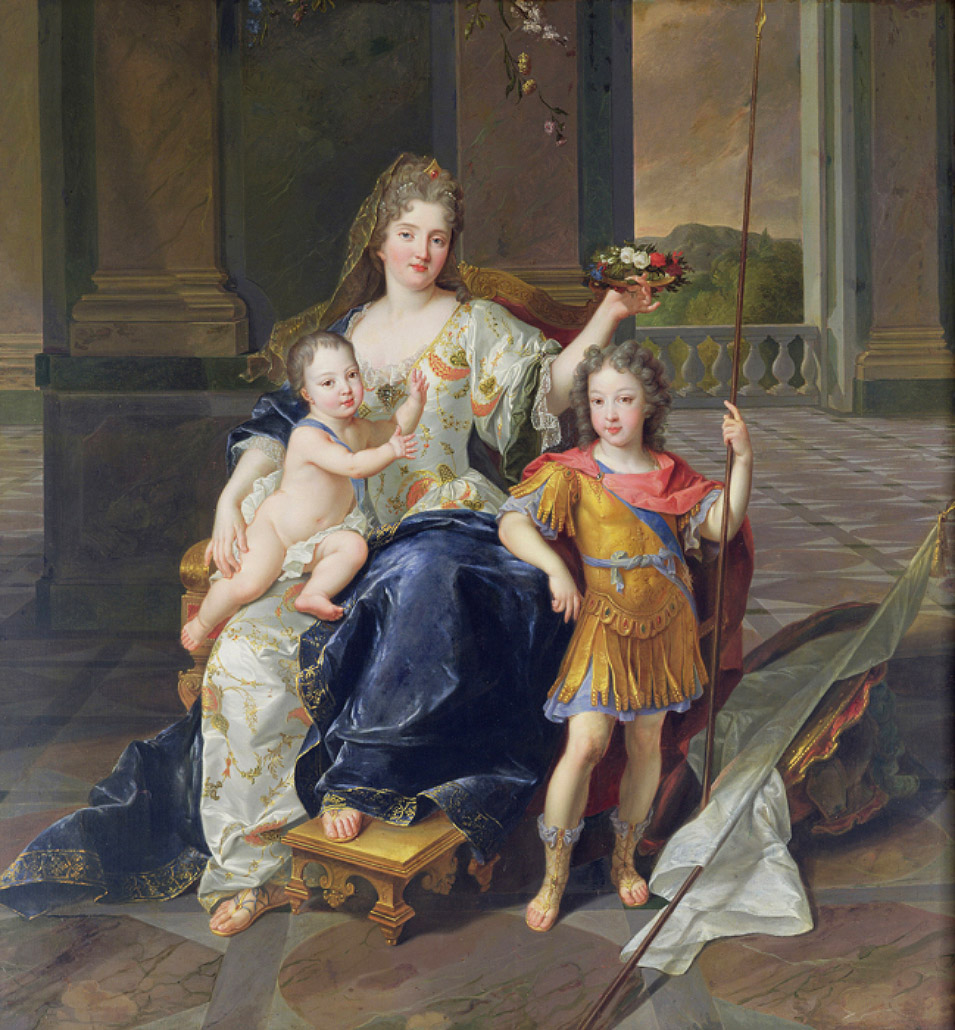
La duchesse de La Ferté-Senneterre avec le duc d'Anjou et le duc de Bretagne, par François de Troy.

- 1704-1709 : Louise de Prie, mère des deux suivantes :
  - 1709-1710 : Marie de La Mothe-Houdancourt[3],
  - 1710-1717 : Charlotte de La Mothe-Houdancourt ;
- Anne-Julie-Adélaïde de Melun, gouvernante en survivance et conjointement avec la duchesse de Ventadour[4].

Elles seront secondées par une (en 1704) puis deux (en 1710) sous-gouvernantes :
- 1704-1717 : Madame de La Lande ;
- 1710-1717 : Marie-Suzanne de Valicourt[5].

### Enfants deLouis XV
- 1727-1735 : Charlotte de La Mothe-Houdancourt
- 1735-1746 : Marie-Isabelle de Rohan, petite-fille de la précédente.

En plus de Mesdames de La Lande et de Villefort, déjà citées, une troisième sous-gouvernante est nommée en 1729 :
- 1727-1746 : Madame de La Lande ;
- 1727-1744 : Marie-Suzanne de Valicourt[5] ;
- 1729-? : Marguerite d'Armand de Mizon.

### Enfants deLouis de France (1729-1765)
- 1746-1754 : Marie-Isabelle de Rohan
- 1754-1776 : Marie-Louise de Rohan
- 1776-1778 : Victoire de Rohan

Les sous-gouvernantes sont :
- Jeanne-Thérèse de Launoy de Penchrec'h (belle-fille de Marie-Suzanne de Valicourt) ;
- Anne Bénigne Goujon de Gasville ;
- Louise Sophie Cook ;
- Madeleine-Suzanne Goullet de Rugy ;
- Louise Jeanne Marguerite de Grégoire de Saint-Sauveur ;
- 1771-1776 : Marie-Angélique de Fitte de Soucy, attachée à Élisabeth de France ;
- Marie Edouarde Rosalie d'Aumale, attachée à Élisabeth de France.

### Enfants deLouis XVI
- 1778-1782 : Victoire de Rohan
- 1782-1789 : Gabrielle de Polignac

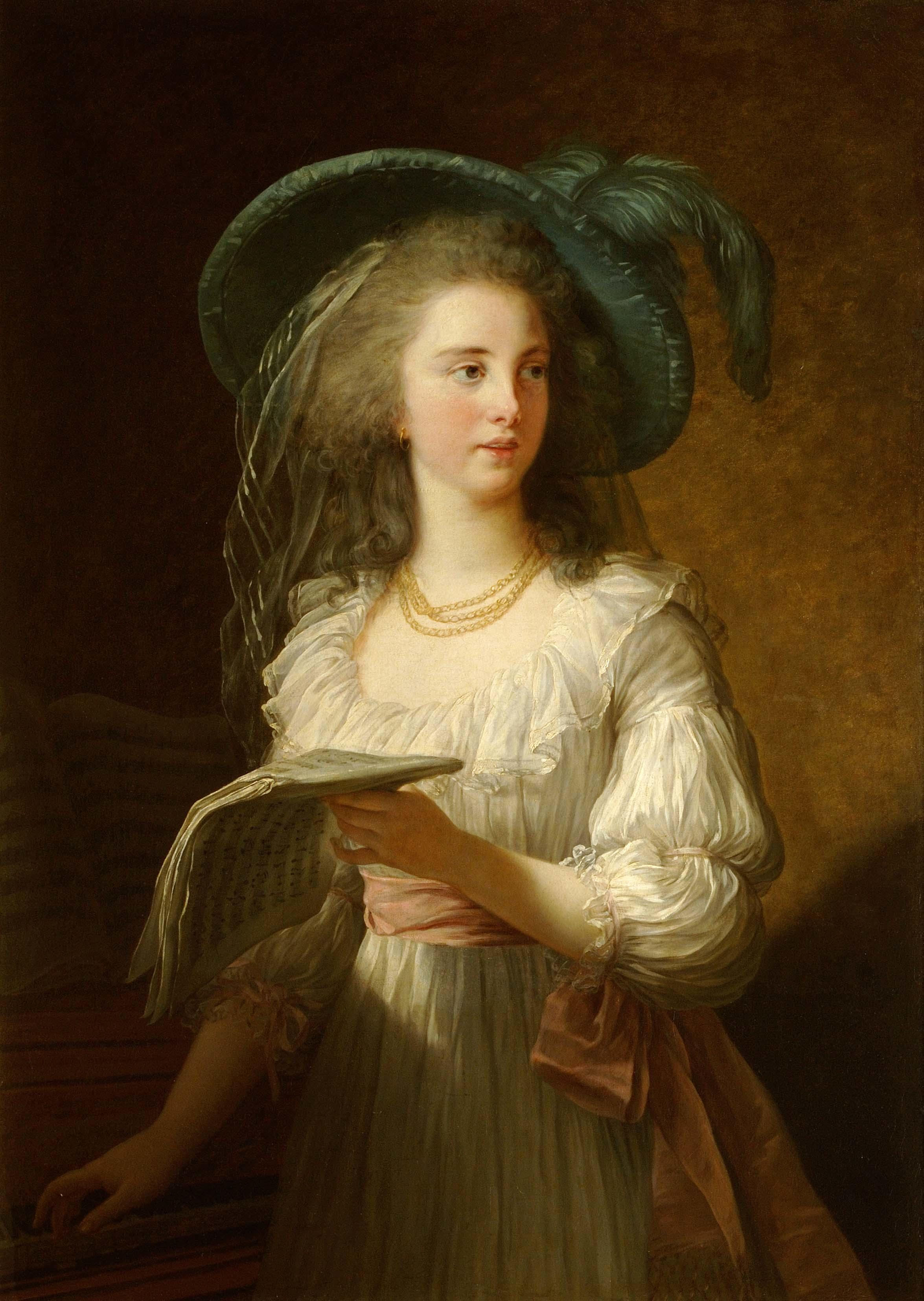
La duchesse de Polignac, par Vigée Le Brun.

- 1789-1792 : Louise-Élisabeth de Croÿ de Tourzel

Les sous-gouvernantes sont :
- 1778-1792 : Marie-Angélique de Fitte de Soucy ;
- 1781-1792 : Renée Suzanne de Mackau ;
- 1785-1792 : Agathe de Rambaud ;
- Elisabeth Louise Lenoir de Verneuil ;
- Thérèse Sophie de Sibert ;
- Marie Edouarde Rosalie d'Aumale ;
- Christine de la Poix de Fréminville.

### Enfants deCharles X
- 1775-1780 : Adélaïde de Galard de Brassac de Béarn, marquise de Caumont.

Les sous-gouvernantes sont :
- Victoire Le Cordelier de Placard, fille de Pierre Jacques Pantaléon Le Cordelier et de Marie Jeanne de Parnajon, née au château de Placard (Marne) le 19 avril 1744.

### Enfants deCharles-Ferdinand d'Artois

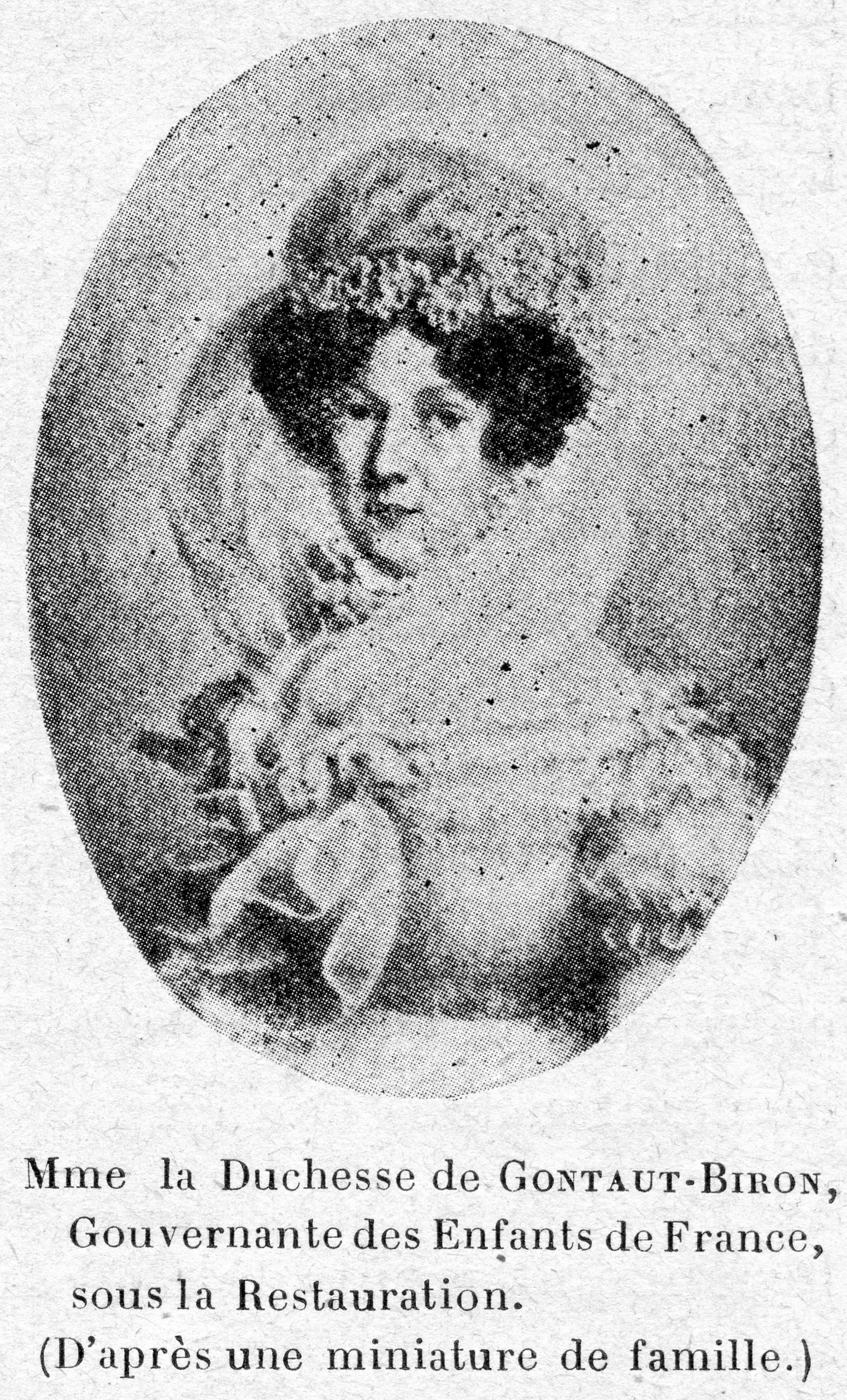
Marie-Joséphine-Louise de Montaut-Navailles, gouvernante des Enfants de France, sous la Restauration.

- 1819-1834 : Marie Louise de Montaut de Navailles

Les sous-gouvernantes sont :
- Marie-Jeanne Dubuc de Turicque, épouse de Jean Éléonor Romain de Gain de Montaignac, comte de Montaignac, née le 29 mai 1778[6].

### Enfants deLouis-Philippe Ier
- Félicité de Genlis

## Gouvernantes du prince impérial
La Maison des Enfants de France fut créée par le décret du 25 novembre 1810, puis restaurée sous le Second Empire. 

### Fils deNapoléonIer
- 1811-1815 : Louise-Charlotte-Françoise Le Tellier de Courtanvaux de Montmirail, comtesse de Montesquiou. La Maison du prince impérial Napoléon-François-Joseph-Charles Bonaparte, titré roi de Rome à sa naissance, réunissait aussi deux sous-gouvernantes (Mmes de Boubers et de Mesgrigny) et un service de santé.

### Fils deNapoléon III
- 1856-1863 : Caroline-Félicie Peytavin, dite l'Amirale Bruat.